# Pseudomiza aurata
Pseudomiza aurata là một loài bướm đêm trong họ Geometridae.

## Hình ảnh

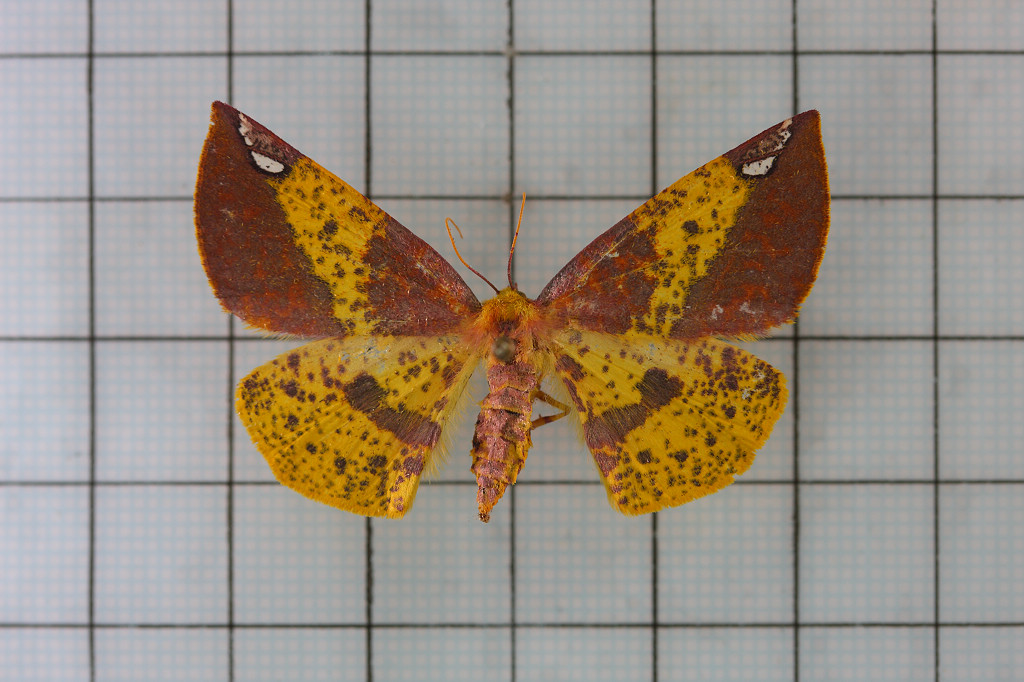